# Katherine Edgcumbe
Katherine Edgcumbe, död 1553, var en engelsk hovfunktionär. Hon var hovdam för två av Henrik VIII:s fruar, och spelade en viktig roll i hans skilsmässa från Anna av Kleve.
Hon var dotter till John St. John of Bletsoe. Hon gifte sig 1501 med Gruffydd ap Rhys ap Thomas (död 1521), med vilken hon hade en son, Rhys ap Gruffydd. Hon gifte sig andra gången 1532 med Sir Peter Edgecumbe (ddöd 1538). 
Hon utnämndes till hovdam åt Katarina av Aragonien 1501, när denna ännu var gift med prins Arthur, och tjänstgjorde hos Katarina och Arthur under deras vistelse i Wales. År 1540 utnämndes hon till hovdam åt Anna av Kleve. Jane Boleyn, Eleanor Paston och Katherine Edgcumbe vittnade vid Henrik VIII:s skilsmässa i juni 1540 att drottningen var oskuld och inte var medveten om hur ett samlag gick till, vilket ledde till att äktenskapet förklarades ofullbordat och upplöstes.
När Henrik VIII trolovade Skottlands barndrottning Maria Stuart med sin son i juli 1543, önskade han utnämna ett engelsk hov till henne, och Katherine Edgcumbe föreslogs då som lämplig för tjänsten som första hovdam. Planen förverkligades inte eftersom skottarna ställde inte trolovningen, vilket ledde till kriget Rough Wooing. I oktober gav kungen Katherine Edgcumbe en livränta. Hon levde sedan på sitt gods Cotehele.